# 特定化学物質障害予防規則
特定化学物質障害予防規則（とくていかがくぶっしつしょうがいよぼうきそく、昭和47年9月30日労働省令第39号）は、特定化学物質の安全基準に関する法令で、労働安全衛生法および労働安全衛生法施行令の下位法令である。
制定当時の題名は特定化学物質等障害予防規則で、2006年の改正の際に改題された。
本規則は次のような構成になっている。
- 第1章 総則（第1条・第2条）
- 第2章 製造等に係る措置（第3条―第8条）
- 第3章 用後処理（第9条―第12条の2）
- 第4章 漏えいの防止（第13条―第26条）
- 第5章 管理（第27条―第38条の4）
- 第5章の2 特殊な作業等の管理（第38条の5―第38条の16）
- 第6章 健康診断（第39条―第42条）
- 第7章 保護具（第43条―第45条）
- 第8章 製造許可等（第46条―第50条の2）
- 第9章 特定化学物質及び四アルキル鉛等作業主任者技能講習（第51条）
- 第10章 報告（第52条・第53条）
- 附則